# Josephine Stevens
Pour les articles homonymes, voir Stevens.
Josephine Stevens est une actrice américaine, née le 18 octobre 1897 à New York aux États-Unis, décédée le 16 octobre 1966 à New York.

## Filmographie
- 1915 Le Brave petit chien de Fatty (Fatty's plucky pup) de Roscoe Arbuckle : Lizzie, la petite amie
- 1917 Fatty boucher (The butcher Boy) de Roscoe Arbuckle : Almondine
- 1917 Fatty chez lui (The Rough House) de Roscoe Arbuckle : la bonne
- 1917 La Noce de Fatty (His wedding Night) de Roscoe Arbuckle : la cliente
- 1919 Oh, You Women! de John Emerson : Lotta Noyes